# Novosedly (ort i Tjeckien, Södra Mähren)
Novosedly är en ort i Tjeckien.   Den ligger i regionen Södra Mähren, i den sydöstra delen av landet, 210 km sydost om huvudstaden Prag. Novosedly ligger 176 meter över havet och antalet invånare är 1 162.
Terrängen runt Novosedly är platt.Runt Novosedly är det ganska tätbefolkat, med 56 invånare per kvadratkilometer. Närmaste större samhälle är Mikulov, 11,2 km öster om Novosedly. Trakten runt Novosedly består till största delen av jordbruksmark.